# Мізантропія

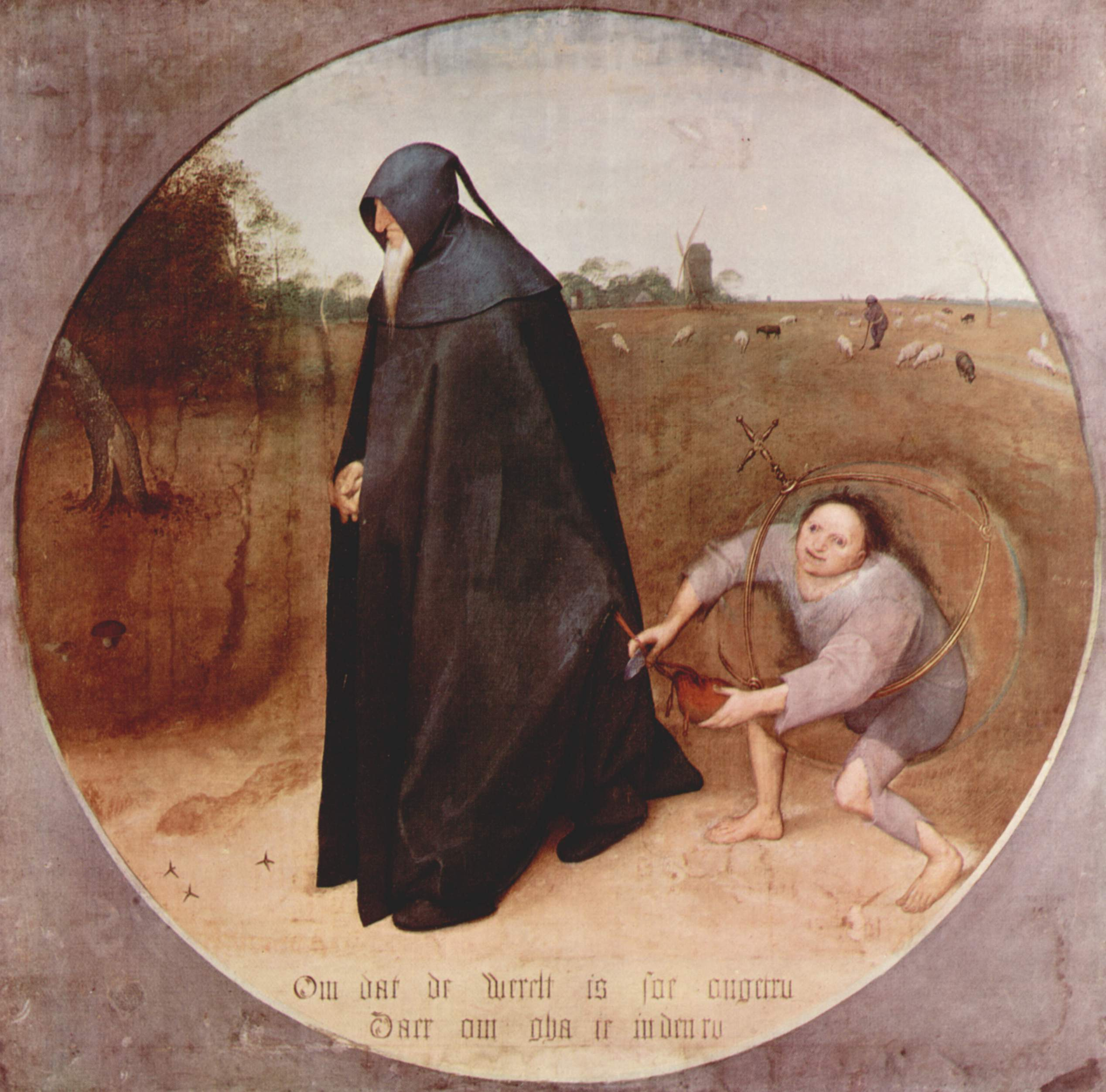
Картина «Мізантроп»,
Пітер Бройґель (1568)

Мізантро́пія (грец. μισανθρωπία, від грец. μισέω, «ненавидіти» і грец. ἄνθρωπος, «людина») — ненависть, недовіра до людей чи схильність до неї. Мізантроп — людина, яка не любить людство, іноді навіть себе, оскільки й сама є людиною. У патологічних випадках — стійкий психічний розлад.
Мізантропія — повна протилежність філантропії.

## Основні відомості
Мізантропія традиційно визначається як ненависть або неприязнь до людства. Слово виникло у XVII столітті і має своє коріння у грецьких словах μῖσος «ненависть» і ἄνθρωπος «людина, людяність». У сучасній філософії цей термін зазвичай розуміється в ширшому сенсі як негативна оцінка людства загалом, заснована на людських пороках та вадах. Ця негативна оцінка може виражатися в різних формах, ненависть є лише однією з них. У цьому сенсі мізантропія має когнітивний компонент, заснований на негативній оцінці людства, і не є просто сліпим неприйняттям. Мізантропію зазвичай протиставляють філантропії, яка стосується любові до людства і пов'язана із зусиллями щодо підвищення добробуту людей, наприклад, через благодійну допомогу або пожертви. Обидва терміни мають широкий спектр значень і не обов'язково суперечать один одному. У цьому відношенні одна й та сама людина може бути мізантропом в одному сенсі і філантропом в іншому.
Одним із центральних аспектів усіх форм мізантропії є те, що їхня мета не локальна, а повсюдна. Це означає, що негативне ставлення спрямоване не лише на якихось окремих людей чи групи, а й на людство загалом. У цьому відношенні мізантропія відрізняється від інших форм негативного дискримінаційного ставлення, спрямованого на певну групу людей. Це відрізняє його від нетерпимості, прикладом якої є расисти, жінконенависники та мізандристи, які негативно ставляться до певних рас або статей. Згідно з теоретиком літератури Ендрю Гібсоном, мізантропія не обов'язково має бути універсальною в тому сенсі, що людині буквально не подобається кожна людська істота. Навпаки, це залежить від світогляду людини. Наприклад, сільський житель, який ненавидить усіх інших жителів села без винятку, є мізантропом, якщо його світогляд обмежений лише цим селом.
І мізантропи, і їхні критики сходяться в думці, що негативні риси та недоліки розподілені нерівномірно, тобто що пороки та погані риси характеру проявляються в одних набагато сильніше, ніж в інших. Але що стосується мізантропії, то негативна оцінка людства заснована не на кількох крайніх і видатних випадках: це засудження людства загалом, яке спрямоване не лише на винятково поганих особистостей, а й включає в себе звичайних людей. Через такий акцент на буденності іноді вважається, що ці недоліки очевидні й тривіальні, але люди можуть ігнорувати їх через інтелектуальні вади. Деякі вбачають у недоліках частину людської природи як такої. Інші також засновують свій погляд на несуттєвих недоліках, тобто на тому, чим стало людство. Це включає в себе недоліки, що розглядаються як симптоми сучасної цивілізації загалом. Проте обидві групи погоджуються з тим, що відповідні недоліки «вкорінилися». Це означає, що немає простого способу виправити їх, і не знадобиться нічого, крім повної трансформації домінуючого способу життя, якщо це взагалі можливо.

## Типи мізантропії
У науковій літературі виділяються різні типи мізантропії. Вони засновані на тому, про яке ставлення йдеться, як воно виражається і чи включають мізантропи самих себе у свою негативну оцінку. Відмінності між ними часто мають значення для оцінки аргументів за і проти мізантропії. 

### За Кантом
Рання класифікація, запропонована Іммануїлом Кантом, проводить відмінність між «позитивними» та «негативними» мізантропами. Позитивні мізантропи — активні вороги людства. Вони бажають зла іншим людям і роблять спроби заподіяти їм шкоду в тій чи іншій формі. Негативна мізантропія, навпаки, є формою мирної антропофобії, яка призводить людей до самоізоляції. Вони бажають іншим добра, незважаючи на те, що бачать у них серйозні недоліки. Кант пов'язує негативну мізантропію з моральним розчаруванням через попередній негативний досвід спілкування з іншими людьми.

### За іншими
Інша відмінність полягає в тому, чи спрямоване людиноненависницьке засудження людства тільки на інших людей чи на всіх, включаючи самого себе. У цьому відношенні замкнені в собі мізантропи послідовні у своєму ставленні, включаючи самих себе у свою негативну оцінку. Цьому типу протиставляються самозвеличувальні мізантропи, які або неявно, або явно виключають себе із загального засудження і натомість вважають себе вищими за всіх інших. У зв'язку з цим це може супроводжуватися перебільшеним почуттям власної гідності та самовпевненості. Згідно з теоретиком літератури Джозефом Гаррісом, самозвеличувальний тип більш поширений. Він стверджує, що такий світогляд, очевидно, підриває власну позицію, являючи собою форму лицемірства. Тісно пов'язана класифікація, розроблена Ірвінгом Беббітом, розрізняє мізантропів на основі того, чи допускають вони винятки у своїй негативній оцінці. У цьому відношенні мізантропи з «оголеним інтелектом» вважають людство загалом безнадійним. «Ніжні мізантропи» виключають зі своєї негативної оцінки кількох ідеалізованих людей. Беббіт цитує Руссо та його любов до природної нецивілізованої людини як приклад ніжної мізантропії і протиставляє це повній зневазі Джонатана Свіфта до всього людства.
Ще один спосіб класифікувати форми мізантропії — це співвіднести їх із типом ставлення до людства. У зв'язку з цим філософ Тобі Свобода розрізняє такі установки, як неприязнь, ненависть, презирство та осуд. Мізантроп, заснований на неприязні, відчуває відразу у формі негативних почуттів щодо інших людей. Мізантропія, зосереджена на ненависті, включає в себе сильну форму неприязні. Це включає в себе додатковий компонент бажання зла іншим і іноді спроби реалізувати це бажання. У випадку презирства ставлення засноване не на почуттях та емоціях, а на більш теоретичному світогляді. Це призводить мізантропів до того, що вони вважають інших людей нікчемними і дивляться на них зверхньо, виключаючи себе з цієї оцінки. Якщо людиноненависницьке ставлення ґрунтується на судженнях, то воно також є теоретичним, але не проводить відмінності між собою та іншими. Це точка зору, що людство загалом погане, не маючи на увазі, що мізантроп у чомусь кращий за інших. Згідно зі Свободою, лише мізантропія, заснована на судженнях, являє собою серйозну філософську позицію. Він вважає, що мізантропія, заснована на презирстві, упереджена щодо інших людей, тоді як мізантропію у формі неприязні та ненависті важко оцінити, оскільки ці емоційні установки часто не піддаються об'єктивним доказам.

## Форми
Хоча мізантропи виражають загальну ворожість до людства в цілому, вони, як правило, підтримують нормальні стосунки із певними людьми. Мізантропія може бути мотивована відчуттям ізоляції та соціального відчуження, або просто зневагою до характерних рис, властивих для більшої частини людства.

## У різних дисциплінах

### Історія філософії
Мізантропія обговорювалася та демонструвалася філософами протягом історії. Одним із найраніших випадків був досократичний філософ Геракліт. Його часто характеризують як самітника, який не любив соціальних взаємодій. Центральним фактором його негативного погляду на людей була їхня нездатність зрозуміти справжню природу реальності. Це особливо стосується випадків, коли вони залишаються в стані невігластва, навіть отримавши ґрунтовне пояснення питання. Інше раннє обговорення знаходимо в "Федоні" Платона, де мізантропія характеризується як результат розчарованих очікувань і надмірно наївного оптимізму.

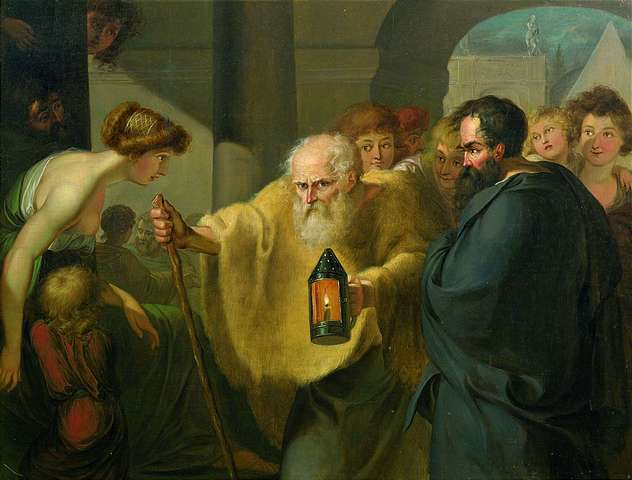
Філософ-кінік Діоген мав негативне уявлення про людей навколо себе і мало зважав на соціальні умовності. Наприклад, він ходив із лампою серед білого дня у своїй безуспішній спробі знайти людину, яку вважав би чесною чи гідною.

Різні роздуми про мізантропію також знаходимо в кінічній школі філософії. Там стверджується, наприклад, що люди продовжують відтворювати і примножувати те зло, від якого намагаються втекти. Прикладом, наведеним філософом першого століття Діоном Хризостомом, є те, що люди переїжджають до міст, щоб захиститися від чужинців, але цей процес руйнує їхню початкову мету, призводячи до ще більшого насильства через високий рівень злочинності в місті. Діоген є відомим кініком-мізантропом. Він вважав інших людей лицемірними та поверховими. Він відкрито відкидав усі види суспільних норм і цінностей, часто провокуючи інших свідомим порушенням умовностей і грубою поведінкою.
Томас Гоббс є прикладом мізантропії в ранній модерній філософії. Його негативний погляд на людство відображений у багатьох його працях. Для нього люди егоїстичні та жорстокі: вони діють відповідно до власних інтересів і готові досягати своїх цілей за рахунок інших. У їхньому природному стані це призводить до нескінченної війни, де "кожна людина кожній людині ... є ворогом". Він вважав встановлення авторитарної держави, що характеризується суворим дотриманням законів для підтримання порядку, єдиним способом приборкати жорстоку людську природу та уникнути вічної війни.
Інший тип мізантропії знаходимо у Жан-Жака Руссо. Він ідеалізував гармонію і простоту природи та протиставляв їх безладу, знайденому в людстві, особливо у формі суспільства та інституцій. Наприклад, він стверджував, що "Людина народжується вільною, але всюди вона в кайданах". Цей негативний світогляд відображався і в його способі життя: він жив самотньо і надавав перевагу рослинам, а не людям.
Артура Шопенгауера часто згадують як яскравий приклад мізантропії. На його думку, все у світі, включаючи людей та їхню діяльність, є вираженням єдиної основоположної волі. Ця воля є сліпою, що змушує її постійно вступати в марну боротьбу. На рівні людського життя це "постає як постійна омана", оскільки керується безглуздими бажаннями. Вони здебільшого егоїстичні і часто призводять до несправедливості та страждання інших. Коли вони задовольняються, то лише породжують нові безглузді бажання та більше страждань. У цьому контексті Шопенгауер відкидає більшість речей, які зазвичай вважаються цінними чи значущими в людському житті, як-от романтичне кохання, індивідуальність і свобода. Він вважає, що найкращою відповіддю на людський стан є форма аскетизму, що заперечує вираження волі. Це зустрічається лише в рідкісних людях, а "тупа більшість людей" не відповідає цьому ідеалу.
Фрідріх Ніцше, на якого сильно вплинув Шопенгауер, також часто цитується як приклад мізантропії. Він бачив людину як декадентську і "хвору тварину", яка не показує прогресу порівняно з іншими тваринами. Він навіть висловлював негативне ставлення до мавп, оскільки вони більш подібні до людей, ніж інші тварини, наприклад, щодо жорстокості. Для Ніцше помітним недоліком людей є їхня схильність створювати та нав'язувати системи моральних правил, які сприяють слабким людям і пригнічують справжню велич. Він вважав, що людину потрібно подолати, і використовував термін Надлюдина для опису ідеального індивіда, який перевершив традиційні моральні та суспільні норми.

### Релігія

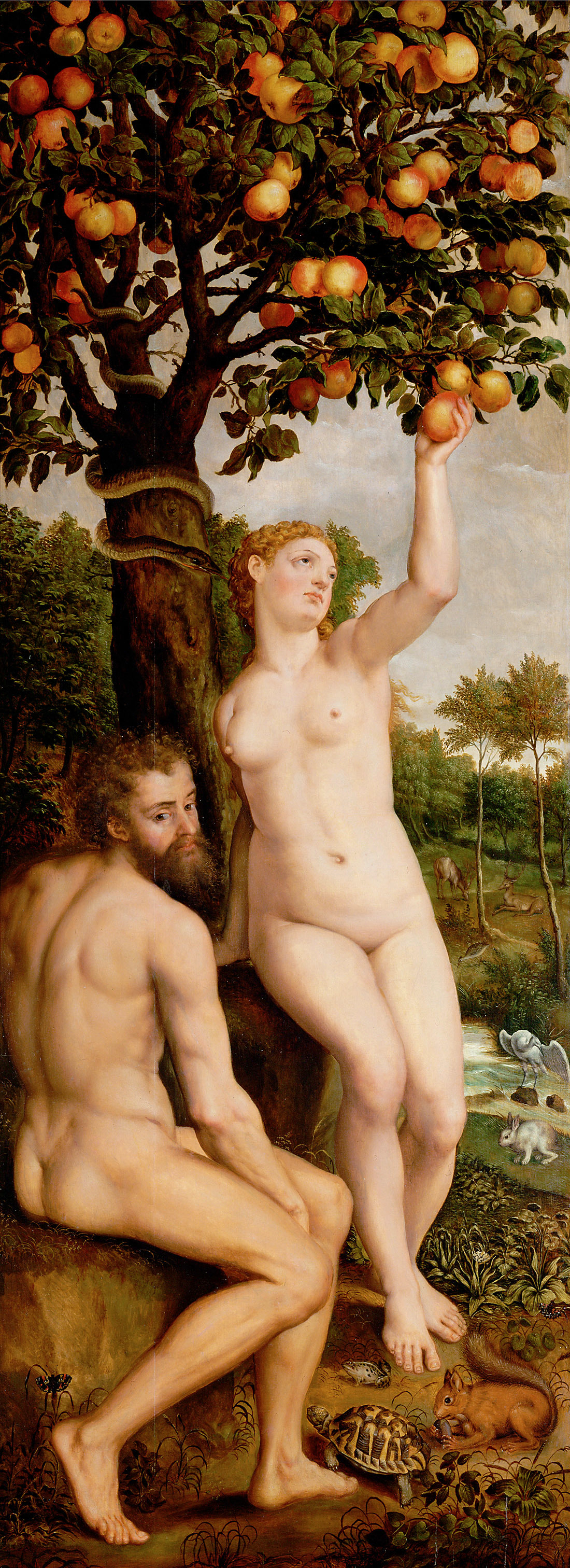
Зосередження на гріховній природі людини є однією з форм мізантропії. Згідно з християнською доктриною, відповідальним є первородний гріх Адама і Єви, коли вони скуштували плід із забороненого дерева.

Деякі мізантропічні погляди також знаходять у релігійних ученнях. У християнстві, наприклад, це пов'язано з гріховною природою людей та широким проявом гріха в повсякденному житті. Поширені форми гріха обговорюються з точки зору семи смертних гріхів. Прикладами є надмірне почуття власної важливості у формі гордості та сильні сексуальні потяги, що становлять хтивість. Вони також включають схильність слідувати жадібності до матеріальних благ, а також заздрість до майна інших. Згідно з доктриною первородного гріха, ця вада притаманна кожній людині, оскільки доктрина стверджує, що людська природа вже від народження заплямована гріхом, успадкованим від бунту Адама і Єви проти Божої влади. Теологію Жана Кальвіна про Тотальне розпутство деякі богослови описували як мізантропічну.
Мізантропічні перспективи також можна розрізнити в різних буддійських ученнях. Наприклад, Будда мав негативний погляд на поширені вади людських істот, включаючи хтивість, ненависть, оману, смуток і відчай. Ці вади ототожнюються з певною формою прагнення чи прив'язаності (танха) і спричиняють страждання (дукха). Буддисти вважають, що можливо подолати ці недоліки в процесі досягнення стану Будди або просвітлення. Однак це розглядається як складне досягнення, що означає, що ці недоліки притаманні більшості людей.
Проте існує також багато релігійних учень, що протистоять мізантропії, таких як акцент на доброті та допомозі іншим. У християнстві це знаходимо в концепції агапе, яка передбачає безкорисливу та безумовну любов у формі співчуття та готовності допомагати іншим. Буддисти розглядають практику люблячої доброти (метта) як центральний аспект, що передбачає позитивний намір співчуття та вияв доброти до всіх живих істот.

### Література та популярна культура

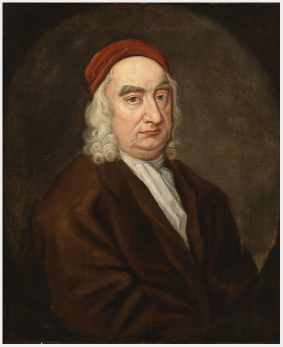
Джонатан Свіфт відомий своїми часто відвертими проявами мізантропії.